# Fritz Strich
Fritz Strich (* 13. Dezember 1882 in Königsberg i. Pr.; † 15. August 1963 in Bern) war ein deutsch-schweizerischer Germanist. 

## Leben
Strich war Schüler von Franz Muncker und wurde 1910 Dozent an der Universität München. 1915 erfolgte seine Ernennung zum außerordentlichen Professor in München und 1929 zum ordentlichen Professor an der Universität Bern. Damit entging er der Judenverfolgung im Deutschen Reich. 1941 erhielt Strich das Schweizer Bürgerrecht und war bis zu seiner Emeritierung 1953 als Ordinarius tätig.
Strich erhielt 1932 die Goethe-Medaille, 1951 den Literaturpreis der Stadt Bern und 1953 die Goetheplakette. Strich war Mitglied der Deutschen Akademie für Sprache und Dichtung.
Strichs Nachlass in der Burgerbibliothek Bern dokumentiert „vor allem [sein] wissenschaftliches Werk“.

## Schriften
- Franz Grillparzers Ästhetik, Berlin 1905; Reprint: Gerstenberg, Hildesheim 1977, ISBN 3-8067-0619-0
- Die Mythologie in der deutschen Literatur. Von Klopstock bis Wagner, Halle 1910; Reprint: Francke, Bern 1970
- Deutsche Klassik und Romantik oder Vollendung und Unendlichkeit. Ein Vergleich. Meyer & Jessen, München 1922; 5. A. Francke, Bern 1962
- Dichtung und Zivilisation. Meyer & Jessen, München 1928
- Schiller. Sein Leben und sein Werk. Deutsche Buch-Gemeinschaft, Berlin 1928
- Der Dichter und die Zeit. Eine Sammlung von Reden und Vorträgen. Francke, Bern 1947
- Goethe und die Weltliteratur. Francke, Bern 1946; 2. verb. A. ebd. 1957
- Kunst und Leben. Vorträge und Abhandlungen zur deutschen Literatur. Francke, Bern 1960
- Goethes Faust. Francke, Bern 1964